# Ekenmark
Ekenmark var en svensk vävarfamilj från Östergötland. De sex syskonen Ekenmark utvecklade under mitten av 1800-talet vävkonsten, utbildade elever i densamma och författade även handböcker om vävning. Gustaf Ekenmarks hustru, Maria Christina Ekenmark, född Trolle, deltog också i syskonens verksamhet.  

## Medlemmar i familjen Ekenmark
- Johan Erik Ekenmark, 1786–1833.
- Johanna Sofia Ekenmark, 1788- död senast 1864,
- Gustaf Ekenmark, 1789–1855 [1], alternativt 1792-1856 [2]
  - Maria Christina Ekenmark (född Trolle, gift med Gustaf Ekenmark), 1786–1850
- Lovisa Maria Ekenmark, 5 november 1795 - död tidigast 1864,[3]
- Hedvig Christina Ekenmark, 29 januari 1797 - död tidigast 1864,
- Gustafva Fredrika Beckvall (född Ekenmark, g1: Beckvall, g 2: Gjerling [4]), 1800-1859,

## Verksamhet
Från 1810-talet och framåt var familjen Ekenmark välkända som konstvävare, och utgav tillsammans böcker i vävkonsten 1820, 1828, 1834 och 1846, förutom en del mindre skrifter. Under 1820-60 talen  verkade familjen som kringresande vävlärare, bland annat i Kalmar, Växjö och Karlstad. 1825 anlitades de av Chalmers för att undervisa i vävning 
1828/1829 beviljades familjen en belöning på 4500 riksdaler av rikets ständer för sitt arbete inom vävnadskonstens område.   De erhöll även bidrag från Norges storting samt från kungafamiljen för sin verksamhet.  1831 arbetade Gustafva Fredrika en period som vävlärare i Uppsala. . 1840 hade hon tillsammans med sin andre make kronolänsman Samuel Gjerling flyttat till Örebro och födde där sonen Walter Mauritz Gjerling. 
Gustaf Ekenmark var verksam som tygfabrikör och författade utöver vävnadshandböcker tillsammans med sin hustru och sina syskon även en del småskrifter som berörde nykterhet, kvinnans betydelse i samhället med mera. 
Under 1860-talet var Hedvig Christina och Lovisa Maria verksamma vid Slöjdskolan i Stockholm, där de även grundat en egen vävskola. Stålberg anger att systrarna vid hennes skrifts tryckning (1864) livnärde sig på sin vävundervisning, men att de hade det knapert ställt.   Rikets ständer avslog även vid två tillfällen syskonens ansökningar om pensioner, först för Gustaf och Maria Christina 1847/1848, sedan för Hedvig Christina och Lovisa Maria 1856/1858 .